# Frontera entre l'Aràbia Saudita i l'Iran
La frontera entre Aràbia Saudita i l'Iran és la frontera marítima que separa l'Aràbia Saudita de l'Iran situada al golf Pèrsic. El tractat és compost de 14 punts
- Punt 1 :27°10.0'N, 50°54.0'E. (trifini amb Bahrain)
- Punt 2 :27°18.5'N, 50°45.5'E.
- Punt 3 :27°26.5'N, 50°37.0'E.
- Punt 4 :27°56.5'N, 50°17.5'E.
- Punt 5 :28°08.5'N, 50°06.5'E.
- Punt 6 :28°17.6'N, 49°56.2'E.
- Punt 7 :28°21.0'N, 49°50.9'E.
- Punt 8 :28°24.7'N, 49°47.8'E.
- Punt 9 :28°24.4'N, 49°47.4'E.
- Punt 10 :28°27.9'N, 49°42.0'E.
- Punt 11 :28°34.8'N, 49°39.7'E.
- Punt 12 :28°37.2'N, 49°36.2'E.
- Punt 13 :28°40.9'N, 49°33.5'E.
- Punt 14 :28°41.3'N, 49°34.3'E. (trifini amb Kuwait)